# Shorea astylosa
Espèce
Statut de conservation UICN

 EN C2a(i) : En danger
Shorea astylosa est une espèce de plantes du genre Shorea de la famille des Dipterocarpaceae.